# Mesochria buxtoniana
Mesochria buxtoniana är en tvåvingeart som beskrevs av Edwards 1928. Mesochria buxtoniana ingår i släktet Mesochria och familjen fönstermyggor.
Artens utbredningsområde är Samoa. Inga underarter finns listade i Catalogue of Life.